# DR-Baureihe 99.461
Die DR-Baureihe 99.461 bezeichnete bei der Deutschen Reichsbahn in der DDR Tenderlokomotiven in 750-mm-Schmalspur mit der Achsfolge C und 6 Tonnen Radsatzmasse:
- 99 4611, siehe Bröltalbahn Nr. 6 bis 13
- 99 4612 und 99 4613, siehe KKP Nr. 1 und 2
- 99 4614 und 99 4615, siehe KJI Nr. 6 bis 10